# سنسنب
سنسنب (انگلیسی: Senseneb؛ ‏مصری باستان: sn⸗j-snb) مادر فرعون تحوتموس یکم در دوران حکمرانی دودمان هجدهم مصر بود. چون او عنوان رسمی «مادر پادشاه» را داشت مشخص است که فردی عادی بوده است.
در بوهن در وادی حلفا قطعه سنگ ماسه سنگی مربوط به سال اول تحوتموس یکم دربارهٔ او نوشته «سرپرست سرزمین بیگانه جنوبی تری» و سنسنب، مادر پادشاه. او در حال سوگند وفاداری به عنوان مادر پادشاه در مراسم تاجگذاری پسرش تحوتموس یکم نشان داده شده است. در دیر البحری، سنسنب نیز بر روی نقش برجسته‌های نقاشی شده از معبد حتشپسوت به تصویر کشیده شده است. در اینجا او لقب معشوقه دو سرزمین را دارد. در یک هرم خوابیده سنگ آهکی متعلق به کشیش «تتی» به مادر پادشاه، سنسنب و جحوتی، پسر کشیش لکتور که حامی این بنا بود اشاره شده است. مجسمه ای از سنگ آهک مردی نشسته با نام سلطنتی تحوتموس یکم متعلق به کشیشِ اختصاصی «مادر پادشاه» و کشیش‌پدر حاثور، بانوی هو، آمنمهات. این مجسمه همچنین به «سنسنب مادر پادشاه» اشاره می‌کند.